# Adolf Göttner
Adolf Göttner, detto Adi (Monaco di Baviera, 14 agosto 1914 – Nanga Parbat, 15 giugno 1937), è stato un alpinista e naturalista tedesco, era considerato uno dei migliori alpinisti tedeschi del suo tempo, scalò nelle montagne delle Alpi e durante la spedizione tedesca nel Caucaso, fu un componente della spedizione tedesca nella regione indiana del Sikkim del 1936 e nella spedizione alpinistica tedesca al Nanga Parbat del 1937, ma trovò la morte nel tentativo di scalare la settima vetta più alta del mondo.

## Biografia
Adolf Göttner fu un alpinista di Monaco di Baviera e primo scalatore di vie nelle Alpi Bavaresi Kampenwand, Wetterstein, Wilder Kaiser (parete est della Vordere Karlspitze con Martin Meier) e altre. Fu anche nella spedizione tedesca nel Caucaso nel 1935 e fu il primo a scalare il Siniolchu con Karl Wien nel 1936 e membro della sfortunata "Spedizione sull'Himalaya 1937". Nacque il 14 agosto 1914 a Monaco di Baviera, scoprì fin da bambino la sua passione per lo sci e l'alpinismo. All'età di tredici anni scrisse i primi appunti sul suo libro di viaggio, in cui raccontava i corsi di sci, le discese audaci con note sul perché e dove si rompevano gli sci, nonché i suoi primi esercizi di arrampicata.
Durante il suo apprendistato come pittore di insegne, Adolf Göttner trascorse la maggior parte dei suoi fine settimana nelle vicine Alpi e, da giovane, era un membro molto attivo dell'Alpine Club "Die Waxensteiner". La cronaca del club evidenzia, tra le altre cose, che nel 1935, all'età di poco meno di vent'anni, nella spedizione caucasica raggiunse la cima orientale dell'Elbrus (5 593 m) e la cima del Kazbek (5 043 m): esattamente il 19 luglio Göttner e Vörg effettuarono la seconda salita del Tur Khokh da una nuova via da sud e poi attraversarono fino a Ullurarg Khokh, effettuando la sua seconda salita. Il 2 agosto Göttner e Rosenschon salirono sul Colle tra l'Tfilisis-mta e il Double Peak dal ghiacciaio Zea e scalarono sia il Tfilisis-mta, probabile prima salita, sia la cima sud del Double Peak, e poi fino alla cima nord più alta, con probabilità anche questa una prima salita. L'intera spedizione, poi, il 24 luglio effettuò la prima salita dell'Uilpata, la cima più alta del gruppo caucasico.
Nel 1936 prese parte alla spedizione tedesca nella regione del Sikkim guidata da Paul Bauer nell'India settentrionale. Furono scalate del vette del Simvo e del Siniolchu, che fu scalata per la prima volta il 23 settembre da Karl Wien e lo stesso Adolf Göttner. Nella salita seguirono la via che conduceva lungo la cresta nord-occidentale. Il gruppo diretto da Paul Bauer partì dal campo base sul ghiacciaio Zemu il 19 settembre 1936, allestì un campo avanzato ai piedi del piccolo Siniolchu a circa 18 700 piedi il 21 e, lasciando i portatori qui, raggiunsero la cresta tra il Siniolchu e il piccolo Siniolchu a 21 340 piedi il giorno dopo. Trascorsero la notte sulla cresta seduti nei loro zaini e con tutto ciò che avevano a disposizione avvolto intorno al corpo. Il 23, a circa 21 230 piedi, Bauer decise di fermarsi con Hepp e di rimanere in supporto mentre gli altri due uomini senza carico si dirigevano verso la cima. Karl Wien e Adolf Göttner la raggiunsero poco dopo le 14:00 e poi tornarono dai loro compagni.
Nel gennaio del 1937 quando due alpinisti si ritrovarono nei guai sulla parete est del Watzmann nelle Alpi di Berchtesgaden, (1 800 m), Adolf Göttner prese parte al difficile e pericoloso salvataggio, per il quale ricevette il "Distintivo d'onore del DÖAV" (Associazione alpina tedesca e austriaca di salvataggio in montagna) e gli fu conferita la medaglia del salvataggio con nastro. Questo onore eccezionalmente elevato veniva conferito solo a persone che avevano salvato vite umane mettendo a rischio la propria. Oltre alle sue visite regolari al rifugio Waxenstein, da cui solitamente partiva per esplorare vari percorsi di arrampicata sul Kleiner e sul Großer Waxenstein (monti del Wetterstein, gruppo montuoso delle Alpi settentrionali), da adolescente Göttner fu un ospite abituale anche del rifugio Kampenwand. Considerando che nel suo libro di viaggio figurano 20 citazioni di esso, la scalata del Kampenwand (Alpi del Chiemgau, catena montuosa delle Alpi calcaree settentrionali), alta 1 669 metri, deve essere stata per lui una meta davvero speciale. Una targa commemorativa eretta nel 1952 accanto al rifugio lo commemora con gli altri membri della sezione di Monaco del DAV (Club Alpino Tedesco) caduti sulle vette.
Adolf Göttner non mancò neppure alla spedizione alpinistica tedesca al Nanga Parbat del 1937 guidata da Karl Wien e fu selezionato con Hans Hartmann, Martin Pfeffer e Hepp in quanto membri dell'"Akademikälski Club München" ed avevano già svolto un ruolo chiave nell'organizzazione delle due precedenti spedizioni al Nanga Parbat nel 1932 e nel 1934. Adolf Göttner morì all'età di soli 22 anni, con altri sedici alpinisti, travolto da una valanga di ghiaccio al campo IV sul Nanga Parbat a un'altitudine di 6 200 metri a soli 1 940 metri dalla vetta del monte.

## Carriera alpinistica
Un primo momento importante nella carriera alpinistica di Adolf Göttner fu la sua partecipazione a una spedizione nella regione del Sikkim nell'India settentrionale nel 1936, che lo portò sulla parete del Kangchenjunga (Gangchhendsönga, 8 579 m). Durante questo viaggio, lui e Karl Wien effettuarono la prima scalata del Siniolchu (6 888 m slm). Con questo successo, Adolf Göttner dimostrò chiaramente le sue capacità alpinistiche e le sue elevate prestazioni, entrando così a far parte della ristretta cerchia dell'élite alpinistica tedesca che avrebbe accresciuto la reputazione internazionale della Germania nazista e, in definitiva, avrebbe potuto conquistare definitivamente il Nanga Parbat. In questa spedizione scoprì un nuovo geco terricolo del genere Cyrtopodion: l'esemplare della Collezione zoologica statale di Monaco di Baviera fu raccolto nel appunto 1936 nel Pakistan settentrionale, sul corso superiore del fiume Indo nella regione di confine tra Pakistan e India, e rimase a tempo indeterminato nelle riserve scientifiche del museo fino all'inizio del XX secolo. Herbert Rösler e il curatore della collezione erpetologica del Museo di Monaco di Baviera, Frank Glaw, riconobbero in questo esemplare un nuovo taxon del genere Cyrtopodion, che vollero dedicare nel 2013 alla memoria del collezionista Adolf Göttner.
Adolf Göttner, chiamato "Adi" dai suoi compagni di montagna, era considerato in vita uno dei migliori alpinisti tedeschi del suo tempo e fu ampiamente onorato dopo la sua morte. Diverse suggestive pareti rocciose e vie di arrampicata nelle Alpi lo commemorano, come la via di arrampicata sulla parete sud del Waxensteinerturm, da lui esplorata per prima e nota semplicemente come "Göttner", e una via di arrampicata sulla roccia in alta valle del Trubach, nella Svizzera francona, con un livello di difficoltà VI+, denominata "Sentiero commemorativo di Adolf Göttner".
Il diario di viaggio di Adolf Göttner inizia con il motto: "In montagna, nobile e modesto".
- 1931 salita del Totenkirchl - diretta ovest "Dülfer", V+/A1, 450 HM, 2.193 m, (Wilder Kaiser);
- 1932 salita del Fleischbank - "Dülfer -Führe ", V+, 400 HM, 22.); del Ruchenköpfe - versante sud "Dülferriss", IV+, 1 805 m, (montagne del Mangfall)
- 1932 salita solitaria del TorköpflGrat, (Oberreintal, Wetterstein);
- 1932 salita del Schüsselkarspitze - versante sud, V-/A1, 2 538 m, (Wetterstein);
- 1932 salita sulla Marmolada, parete sud, grado IV, 3 344 m, (Dolomiti)
- 1932 prima salita parete nord Madratschspitze centrale "Variante Göttner-Pipner", 2 850 m, (Alpi Venoste);
- 1933 prima salita del Kampenwand-Teufelsturm parete sud-est, grado VI, 1 669 m, (Alpi del Chiemgau);
- 1933 prima salita della cima sud del Scheibenwand parete est, 125 m, 1 598 m, (Alpi del Chiemgau);
- 1933 salita al Watzmann, parete est, 2 713 m, (Alpi di Berchtesgaden);
- 1933 salita al Hochwanner, diretta-parete nord, grado III, 2 744 m, (Wetterstein);
- 1933 salita del Partenkirchen Dreitorspitze spigolo est, grado V, 2 606 m, (Wetterstein);
- 1933 prima salita del Schüsselkarspitze-parete sud, V-/A1, 400 HM, 2 538 m, (Wetterstein);
- 1933 quarta salita al Grosser Waxenstein-pilastro nord-est, V+, 2 277 m, (Wetterstein);
- 1933 salita al Zwölferkopf-spigolo nord-est, IV, 2 232 m, (Wetterstein);
- 1933 salita al Hochblassen-parete nord-est, V-, 2 706 m, (Wetterstein);
- 1933 salita al monte Rosa-versante nord, 4 609 m, (Alpi Vallesane);
- 1933 salita al monte Rosa-Dufourspitze-fianco nord, 4 634 m, (Alpi Vallesane);
- 1933 Salita al Cervino-cresta nord-est "Hörnligrat", III, 4 478 m, (Alpi Vallesane);
- 1934 prima aalita al Piz du Pül-parete ovest "Göttner", 2 624 m, (Bregaglia);
- 1934 prima salita al Musterstein-parete sud-est "Göttner-Kamin", 2 478 m, (Wetterstein);
- 1934 prima salita all'Oberer Berggeistturm-cresta sud, IV+, 2 250 m, (Oberreintal, Wetterstein);
- 1934 prima salita all'Oberer Berggeistturm-versante sud,V+,450 HM, 2 250 m, (Oberreintal, Wetterstein);
- 1934 prima salita all' Oberreintalturm-versante est Pillar; "Göttnerpfeiler",V+, 1 940 m, (Oberreintal, Wetterstein);
- 1934 prima salita al Partenkircher Dreitorspitze-sommità occidentale, 2.633m, Berggeistturm, 2 250 m, (Oberreintal, Wetterstein);
- 1934 salita al Zunderkopf-versante est, V, 2 250 m, (Oberreintal, Wetterstein);
- 1934 terza salita al Riffelkopf-versante est,VI-, 2 412 m, (Wetterstein);
- 1934 quinta salita al Schüsselkarspitze-versante sud est "Peters-Haringer",VI/A1,600 HM, 2 538 m, (Wetterstein);
- 1934 prima salita al Urm, V+, 2 633 m, (Wetterstein);
- 1934 salita al Rozes- versante sud, IV+, 800 HM, 3 225 m, (Dolomiti Ampezzane);
- 1934 seconda salita al Kleine Zinne-spigolo sud "Gelbe Kante", VI/A1, 350 HM, 2 857 m, (Dolomiti di Sesto);
- 1934 terza salita al Große Zinne, parete nord "Comiciführe", VI+, 400 HM, 2 999 m, (Dolomiti di Sesto);
- 1934 prima salita al monte Bianco-Peutereygrat da Breche nord via Aiguille Noire-cresta sud-est, Bréches des Domes, Anglaises e Aiguille Blanche, 4 807 m, (area del monte Bianco)[7];
- 1934 prima salita invernale all' Oberer Berggeistturm, 2 250 m, (Oberreintal, Wetterstein);
- 1935 prima salita al Kampenwand-Staffelstein-Ostwandriß, 1 565 m, (Alpi del Chiemgau);
- 1935 primo tentativo al Vordere Karlspitze - parete est "Alte Ostwand-Göttner", VI+/A1, 275 HM, 2 261 m, (Wilder Kaiser);
- 1935 primo tentativo al Waxensteiner Turm - parete sud, V+, 2 086 m, (Wilder Kaiser);
- 1935 primo tentativo al Maukspitze - parete sud superiore (parete di vetta) "Göttner", V+, 200 HM, 2 231 m, (Wilder Kaiser);
- 1935 primo tentativo al Kleiner Wanner - cresta ovest completa, V-, 2 546 m, (Wetterstein);
- 1935 primo tentativo al Tepli Tau, 4 423 m, (Caucaso);
- 1935 tentativo al Kasbek, 5 043 m, (Caucaso)
- 1935 salita alla vetta est dell'Elbrus, 5 593 m, (Caucaso)[2][5].